# Bahá'u'lláh
Bahá'u'lláh (spreek uit: "baha'oellah"; Arabisch: بهاء الله, Glorie van God; Teheran, 12 november 1817 – Akko, 29 mei 1892), geboren als Mírzá Husayn-'Alí (Perzisch میرزا حسینعلی نوری), was de stichter van het bahá'í-geloof.
Hij zei de vervulling te zijn van de bábí-profetie "Hij dien God zal openbaren", maar in een bredere zin verklaarde hij ook de beloofde "Manifestatie van God" te zijn, met betrekking tot de vervulling van de verwachting van een profetische cyclus beginnend met Adam en inclusief de abrahamitische religies, evenals zoroastrisme, de Indiase religies en anderen. Bahá'ís zien Bahá'u'lláh als de eerste profeet van het tijdperk van vervulling; een nieuwe cyclus in de wereldgeschiedenis. De profeten tot en met Mohammed hebben allemaal een betere wereld voorspeld waarin vrede en eenheid zou heersen over de hele wereld. Volgens de bahá'ís is dit tijdperk met de komst van Bahá'u'lláh aangebroken. Het bahá'í-geloof ziet zichzelf dan ook niet als een nieuwe religie, maar de voortzetting van alle andere religies, die in oorsprong één zijn.
Bahá'u'lláh schreef vele religieuze werken, waarvan de Kitáb-i-Aqdas en de Kitáb-i-Íqán de voornaamste zijn. Hij overleed in Bahjí, het huidige Israël, waar hij ook begraven is.
Er zijn twee foto's van Bahá'u'lláh. Behalve tijdens de pelgrimsreis, bekijken bahá'ís zijn foto liever niet in het openbaar, of zelfs in hun eigen huis. Nadere informatie over dit onderwerp en een van de foto's kan worden gevonden in de foto-sectie van dit artikel.

## Biografie

### Vroege jaren
Bahá'u'lláh is geboren op 12 november 1817 in Teheran, de hoofdstad van Perzië, het huidige Iran. Zijn moeder was Khadíjih Khánum en zijn vader was Mírzá Buzurg van Núr (in de provincie van Mazindaran), een vooraanstaand man aan het hof van Kadjar Sjah Fath'Ali Kadjar, de koning van Perzië.
Als jong kind kreeg Bahá'u'lláh persoonlijk onderwijs en stond hij bekend om zijn intelligentie. Hij was een devoot sji'i moslim en op de leeftijd van 13 of 14 jaar besprak hij ingewikkelde godsdienstige kwesties met belangrijke oelema (islamitische geleerden).
De vader van Bahá'u'lláh, Mírzá Buzurg, had gediend als vizier van Imám-Virdi Mírzá, de twaalfde zoon van Sjah Fath'Ali. Mírzá Buzurg werd later benoemd tot gouverneur van Burujird en Lorestan, een positie die hij verloor tijdens de machtsovername van Mohammad Sjah Kadjar. Nadat zijn vader stierf, werd Bahá'u'lláh door de nieuwe vizier Haji Mirza Aqasi gevraagd om een overheidspost te betrekken, maar hij weigerde die positie.

### De Bábi-beweging
Op 23 mei 1844 kondigde sayyid Mirza Ali Mohammed, die later bekend werd als de Báb, in Shiraz, Perzië, aan dat hij de beloofde Mahdi van de islam was. Zijn beweging verspreidde zich snel over het Perzische Rijk en ontving wijdverspreide oppositie van de islamitische geestelijkheid. De Báb zelf werd in 1850 op de leeftijd van 30 geëxecuteerd en de gemeenschap was bijna volledig uitgeroeid in 1852.

### Acceptatie van de Báb
Op de leeftijd van 28 jaar ontving Bahá'u'lláh een boodschapper, Mullá Husayn, die hem van de Báb vertelde. Hij accepteerde de boodschap en werd een Bábí. Bahá'u'lláh begon de nieuwe beweging, vooral in zijn geboorteprovincie Núr, te verspreiden. Tijdens de overheidsonderdrukking van de godsdienst van Báb werd Bahá'u'lláh tweemaal gevangengenomen en kreeg hij eenmaal de bastinado (zweepslagen op de voetzolen).

### Poging tot moord op de Shah
Als resultaat van de executie van de Báb in 1850 door een vuurpeloton in Tabriz, werd twee jaar later door een handvol van woedende Bábís een aanslag gepleegd op de koning van Perzië, Naser ed-Din Kadjar, die hij overleefde. Hoewel de moordenaars beweerden dat zij alleen werkten, werd de volledige Bábí-gemeenschap beschuldigd en een slachting van duizenden Bábís volgde. Veel Bábís die niet werden gedood, waaronder Bahá'u'lláh, werden gevangengenomen in de Síyáh-Chál (Zwarte Put), een ondergrondse kerker in Teheran. Bahá'u'lláh zelf werd onschuldig bevonden van medeplichtigheid aan de poging tot moord, maar bleef meer dan vier maanden in Síyáh-Chál opgesloten.

### Openbaring in de Síyáh-Chál
Volgens Bahá'u'lláh was het tijdens zijn opsluiting in Síyáh-Chál dat hij een visie kreeg van een Maagd van God, door wie hij zijn opdracht als Boodschapper van God en als degene die de Báb had aangekondigd, ontving. Na vier maanden in de Síyáh-Chál lieten de autoriteiten Bahá'u'lláh vrij, ten gevolge van de vasthoudende eisen van de ambassadeur van Rusland en nadat de persoon die geprobeerd had de Shah te doden bekende en daarmee de Bábí-leiders vrijpleitte.
De autoriteiten verbanden Bahá'u'lláh uit Perzië en hij verkoos om naar Bagdad, toen een stad in het Ottomaanse Rijk, te gaan.

## Verbanning
De eerste verbanning bracht hem naar Bagdad, waar hij zich in 1863 bekendmaakte als degene die door de Báb beloofd was. Van Bagdad werd Bahá'u'lláh verbannen naar Constantinopel (Istanboel), Adrianopel (Edirne) en ten slotte naar Akko in Palestina, waar hij in 1868 als gevangene aankwam.

## Bagdad

### Verbanning uit Perzië

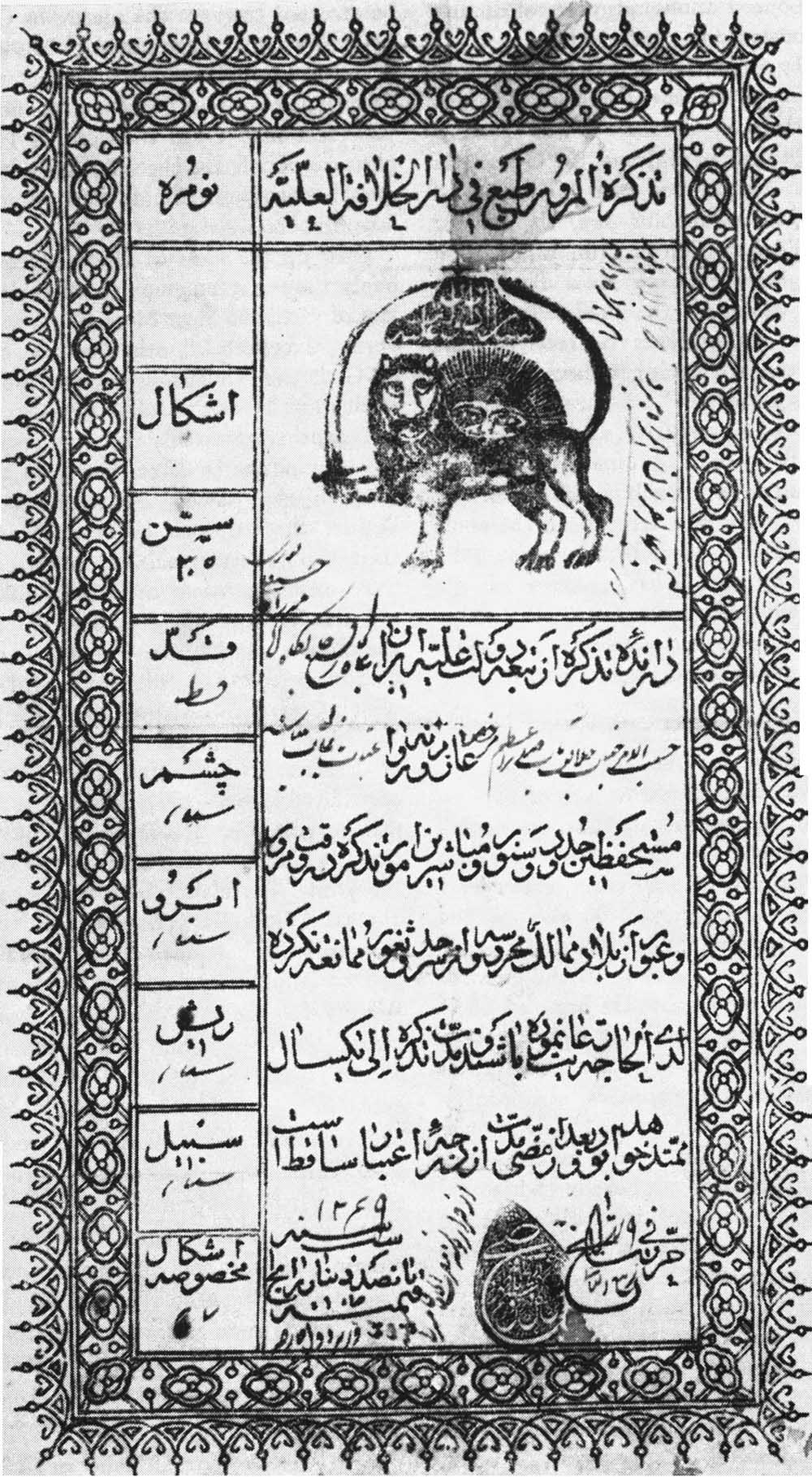
Bahá'u'lláhs paspoort, gedateerd januari 1853

In 1853 reisden Bahá'u'lláh en zijn familie, met beperkte voedselvoorraden en door de winterse koude, van Perzië naar Bagdad.
Mírzá Yahyá, ook bekend als Subh-i-Azal, de halfbroer van Bahá'u'lláh, was door de Báb benoemd om de Bábí-gemeenschap te leiden, maar had in vermomming door Perzië gereisd. Hij besloot naar Bagdad te gaan en zich bij de groep te voegen, daarbij geld gebruikend dat hem door Bahá'u'lláh was gegeven.
Een groeiend aantal Bábí's zag Bagdad als het nieuwe centrum voor leiding van de Bábí-godsdienst en een stroom van pelgrims uit Perzië begon op gang te komen. Echter, in de loop der tijd begonnen steeds minder mensen naar Mírzá Yahyá te gaan voor leiding, maar zagen in plaats daarvan Bahá'u'lláh als hun leider.
Mírzá Yahyá, als benoemde leider van de Bábís, probeerde Bahá'u'lláh in diskrediet te brengen en verdeelde de gemeenschap. Zijn acties dreven vele mensen van de godsdienst af en stonden zijn vijanden toe om hun vervolging voort te zetten.

### Koerdistan
Op 10 april 1854 vertrok Bahá'u'lláh, zonder iemand zijn doel of bestemming te vertellen, met slechts één metgezel naar de bergen van Koerdistan, ten noordoosten van Bagdad, dicht bij de stad Sulaimaniya. Hij schreef later dat hij wegging om te vermijden dat hij de bron zou worden van onenigheid binnen de Bábí-gemeenschap.
Twee jaar leefde Bahá'u'lláh alleen in de bergen van Koerdistan. Op een bepaald moment merkte iemand zijn opmerkelijke schrijfkunst op, die de nieuwsgierigheid van de instructeurs van de plaatselijke Soefi-orden opwekte. Toen hij gasten begon te ontvangen, werd hij geprezen om zijn kennis en wijsheid. Shaykh 'Uthmán, Shaykh 'Abdu'r-Rahmán, en Shaykh Ismá'íl, onbetwiste leiders van respectievelijk de Naqshbandíyyih, Qádiríyyih, en Khálidíyyih orden, begonnen zijn advies te zoeken en hem te bewonderen. Het was aan 'Abdu'r-Rahmán dat de Vier Valleien is gericht. In deze periode werd ook de Ode van de Duif (Qasídiy-i-Varqá'íyyih) geschreven.
In Bagdad was, gezien het gebrek aan vaste en publieke leiding door Mirza Yahya, de Bábí-gemeenschap in verwarring. Enkele Bábí's, waaronder de familie van Bahá'u'lláh, zochten daarom naar Bahá'u'lláh. Toen het nieuws kwam dat een wijze man in de bergen onder de naam Darvish Muhammad leefde, smeekte Bahá'u'lláhs familie dat hij naar Bagdad terug zou keren, wat hij deed.

### Terugkeer naar Bagdad

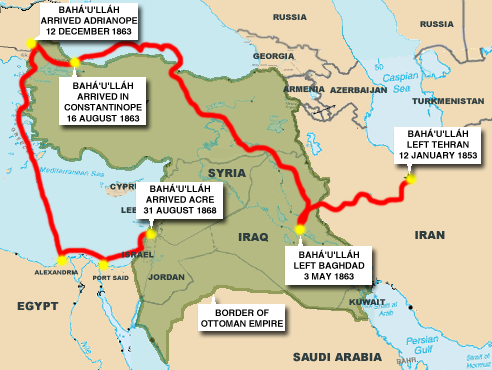
Plattegrond van Bahá'u'lláhs verbanningen

Toen Bahá'u'lláh naar Bagdad terugkeerde zag hij dat de Bábí-gemeenschap ontmoedigd en verdeeld was. Tijdens zijn afwezigheid was de gemeenschap van Bagdad vervreemd van de godsdienst, aangezien Mirza Yahya de weduwe van de Báb tegen diens duidelijke instructies in gehuwd had en enkele aanhangers naar de provincie Núr gestuurd had voor een tweede aanslag op het leven van de Shah. Een aantal Bábís ging zover de aanspraak van Mirza Yahya op het leiderschap te weerleggen, tegenbewering te doen en hun eigen geschriften te verspreiden.
Bahá'u'lláh bleef meer dan zeven jaar in Bagdad. Deze keer, terwijl hij zijn rang als Manifestatie van God verborgen hield, onderwees hij de leerlingen van de Báb. Hij schreef vele boeken en verzen, die hij openbaringen noemde, met inbegrip van het Boek van Zekerheid en de Verborgen Woorden.
De toenemende invloed van Bahá'u'lláh in de stad en de heropleving van de Perzische Bábí-gemeenschap kreeg de aandacht van zijn vijanden onder de islamitische geestelijkheid en de Perzische overheid. Zij waren uiteindelijk succesvol. De Ottomaanse overheid besloot tot de verbanning van Bahá'u'lláh van Bagdad naar Constantinopel.

### Verklaring in de Tuin van Ridvan
Op 22 april 1863 verliet Bahá'u'lláh Bagdad en ging naar de Tuin van Ridván, vlak buiten Bagdad. Bahá'u'lláh en zij die hem vergezelden zouden twaalf dagen in deze tuin blijven, alvorens naar Constantinopel te vertrekken. Het was tijdens dit verblijf dat Bahá'u'lláh zijn missie en rang als Boodschapper van God aan zijn metgezellen bekendmaakte. Tegenwoordig vieren de bahá'ís de twaalf dagen dat Bahá'u'lláh in de Tuin van Ridván was als het Ridván-feest.

## Gevangenschap

### Istanboel en Edirne

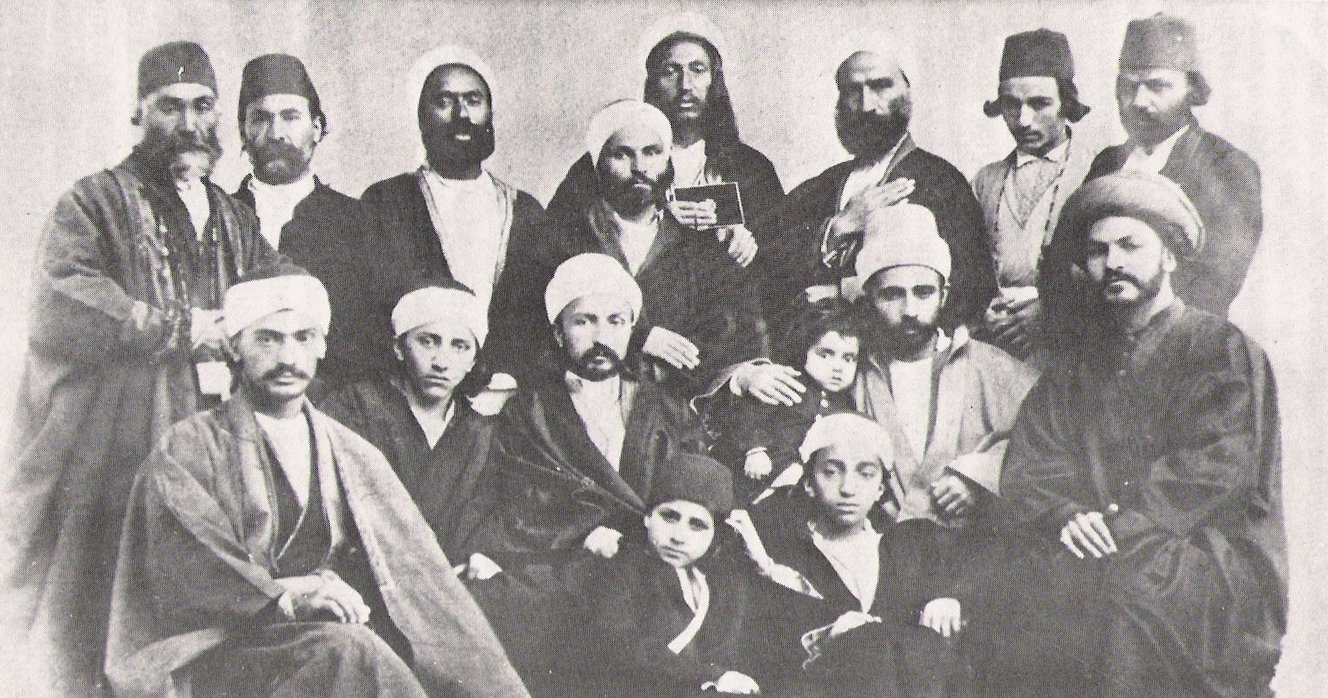
'Abdu'l-Bahá met zijn broers en volgelingen van Bahá'u'lláh in Adrianopel.

Zoals eerder vermeld, kreeg Bahá'u'lláh het bevel om zich in de Ottomaanse hoofdstad Istanboel te vestigen. Hoewel nog geen formele gevangene, was de gedwongen ballingschap uit Bagdad het begin van een lang proces dat hem uiteindelijk naar de strafkolonie van Akko, Palestina zou brengen, (nu Israël).
Bahá'u'lláh en zijn familie, samen met een kleine groep Bábís (samen 75 mensen), bleven slechts vier maanden in Constantinopel. In deze periode zette de Perzische ambassadeur in het hof van de sultan een systematische campagne tegen Bahá'u'lláh op. Zo werd hij verbannen naar Adrianopel (nu Edirne). In december 1863 reisden Bahá'u'lláh en zijn familie in twaalf dagen naar Adrianopel. Bahá'u'lláh bleef hier vier en een half jaar.

### Brieven aan heersers
In Adrianopel verkondigde Bahá'u'lláh het Bahá'í-geloof verder door tafelen aan de koningen en heersers van de wereld te sturen, waarin hij hen vroeg om zijn openbaring te accepteren, afstand te doen van hun materieel bezit, samen te werken om geschillen op te lossen en te streven naar de verbetering van de wereld en haar volkeren. Enkele van deze leiders waren:
- Paus Pius IX
- Keizer Napoleon III van Frankrijk
- Tsaar Alexander II van Rusland
- Koning Willem I van Duitsland
- Koningin Victoria van het Verenigd Koninkrijk
- Keizer Franz Joseph van Oostenrijk-Hongarije
- Sultan 'Abdu'l-'Azíz van het Ottomaanse Rijk
- Sjah Naser ed-Din Kadjar van het Perzische Rijk
- Heersers van Amerika en de presidenten van haar republieken

### Akko
In 1868 besloten de Ottomaanse en Perzische autoriteiten Bahá'u'lláh nogmaals te verplaatsen. Op een ochtend, zonder enige aankondiging, omringden soldaten Bahá'u'lláhs huis en vertelden iedereen zich klaar te maken om te vertrekken naar de gevangenis-stad van Akko in Palestina. Bahá'u'lláh en zijn familie verlieten Adrianopel op 12 augustus 1868 en na een reis over land en zee kwamen zij op 31 augustus aan in Akko. De inwoners van Akko werd verteld dat de nieuwe gevangenen vijanden waren van de staat, van God en zijn godsdienst, en dat het strikt verboden was met hen om te gaan.
Tijdens de eerste jaren in Akko waren de omstandigheden zeer zwaar. Mirzá Mihdí, de zoon van Bahá'u'lláh, stierf op de leeftijd van tweeëntwintig jaar, toen hij door een luik viel terwijl hij heen en weer liep in gebed en meditatie. Na enige tijd begonnen de mensen en ambtenaren Bahá'u'lláh te vertrouwen en te respecteren en werden de beperkingen versoepeld. Uiteindelijk, na Sultan 'Abdu'l-'Aziz' dood, mocht Bahá'u'lláh de stad verlaten en nabijgelegen plaatsen bezoeken. Van 1877 tot 1879 woonde Bahá'u'lláh in het huis van Mazra'ih, iets ten noorden van Akko.

## De laatste jaren

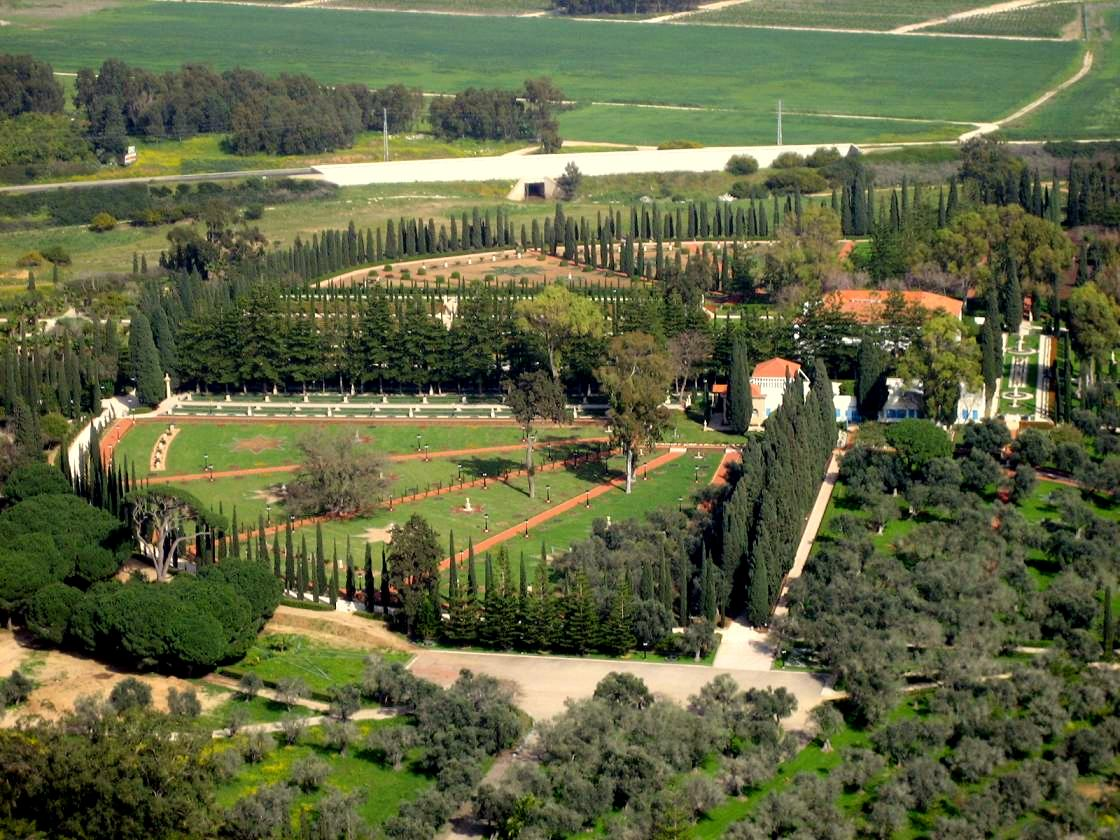
Het huis van Bahjí en de graftombe waar Bahá'u'lláh is begraven, van boven.

De laatste jaren van het leven van Bahá'u'lláh (1879-1892) vonden plaats in het Huis van Bahjí, net buiten Akko, ook al was hij nog formeel een gevangene van het Ottomaanse Rijk. Tijdens zijn jaren in Akko en Bahjí schreef Bahá'u'lláh vele werken, waaronder de Kitáb-i-Aqdas.
In 1890 ontving Bahá'u'lláh in Bahjí Edward Granville Browne, een oriëntalist van de Universiteit van Cambridge. Browne schrijft over deze ontmoeting:
"In de hoek, waar de divan tegen de muur aansloot, zat een wonderbaarlijke en eerbiedwaardige figuur... Het gelaat van Hem op Wie mijn blik viel, zal ik nooit vergeten, ofschoon ik het niet kan beschrijven. De doordringende ogen leken diep in iemands ziel te lezen; macht en autoriteit spraken uit dat hoge voorhoofd..."
Op 9 mei 1892 kreeg Bahá'u'lláh een lichte koorts die in de volgende dagen opliep, verminderde en uiteindelijk zijn leven nam op 29 mei 1892. Hij werd begraven in de graftombe die gelegen is naast het huis van Bahjí. Een aantal relieken van Bahá'u'lláh is tentoongesteld in het Bahá'í Internationale Archiefgebouw in het Bahá'í-wereldcentrum in Haifa, dat toegankelijk is voor bahá'í-pelgrims.
Pas na zijn dood begonnen zijn leringen buiten de grenzen van het Midden-Oosten bekend te worden. In zijn Wil en Testament wees hij zijn oudste zoon 'Abdu'l-Bahá aan als zijn opvolger en uitlegger van zijn geschriften.

## Aanspraken
Bahá'u'lláh verklaarde dat hij de "Beloofde" van alle godsdiensten was, die de Messiaanse profetieën van de wereldreligies vervulde. Hij verklaarde dat zijn aanspraken verscheidene messiassen te zijn in één persoon de symbolische, in plaats van letterlijke, vervulling was van de Messiaanse en eschatologische profetieën in de literatuur van de grote religies. Bahá'u'lláhs aanspraken vormen zes verschillende Messiaanse identificaties: uit het jodendom, de incarnatie van de "Eeuwige Vader" uit de profetie van Jesaja 9: 6 en de "Heer der Heirscharen"; uit het christendom, de "geest van de waarheid" of Trooster voorspeld door Jezus in zijn afscheidsrede van Johannes 14-17 en de terugkeer van Christus "in de glorie van de Vader"; uit het Zoroastrianisme, de terugkeer van de Shah Bahram Varjavand, een Zoroastrian messias voorspeld in verschillende late Pahlavi teksten; uit de Shi'a islam de terugkeer van de derde imam, Imam Husayn; uit de soennitische islam, de terugkeer van Jezus, Isa; en uit Bábisme, "Hij die God Manifesteert".
Hoewel Bahá'u'lláh zelf niet claimde de hindoe of boeddhistische messias te zijn, deed hij dat in principe door middel van zijn geschriften. Later verklaarde 'Abdu'l-Bahá dat Bahá'u'lláh de Kalki avatar was, die in het klassieke Vaishnavisme de tiende en laatste avatara (grote incarnatie) van Vishnu is, die een einde komt maken aan het tijdperk van duisternis en vernietiging. Bahá'ís geloven ook dat Bahá'u'lláh de vervulling is van de profetie van de verschijning van Maitreya, een toekomstige Boeddha, die uiteindelijk op de aarde zal verschijnen, volledige verlichting zal bereiken en de zuivere Dharma zal onderwijzen. Bahá'ís geloven dat de profetie dat Maitreya een nieuwe samenleving van tolerantie en liefde zal inluiden is voldaan door Bahá'u'lláhs leringen over wereldvrede. Bahá'u'lláh wordt gezien als een afstammeling van een lange lijn van koningen van Perzië door Yazdagird III, de laatste monarch van het Sassanidische dynastie; hij wordt tevens gezien als afstammeling van Abraham via zijn derde vrouw Keturah.

## Werken
Bahá'u'lláh schreef vele boeken, tafelen en gebeden, waarvan tot nu toe slechts een fractie in het Engels, en in nog mindere mate in het Nederlands, is vertaald. Hij schreef duizenden teksten met een totaal volume van meer dan 70 keer de grootte van de Koran en meer dan 15 keer de grootte van het Oude en Nieuwe Testament van de Bijbel.
- De Verborgen Woorden
- De Zeven Valleien
- Kitáb-i-Íqán (Boek van Zekerheid)
- Bloemlezing uit de Geschriften van Bahá'u'lláh
- Kitáb-i-Aqdas (Het Heiligste Boek)
- Tafelen van Bahá'u'lláh geopenbaard na de Kitáb-i-Aqdas
- Kitáb-i-Ahd (Boek van het Verbond)

## Foto

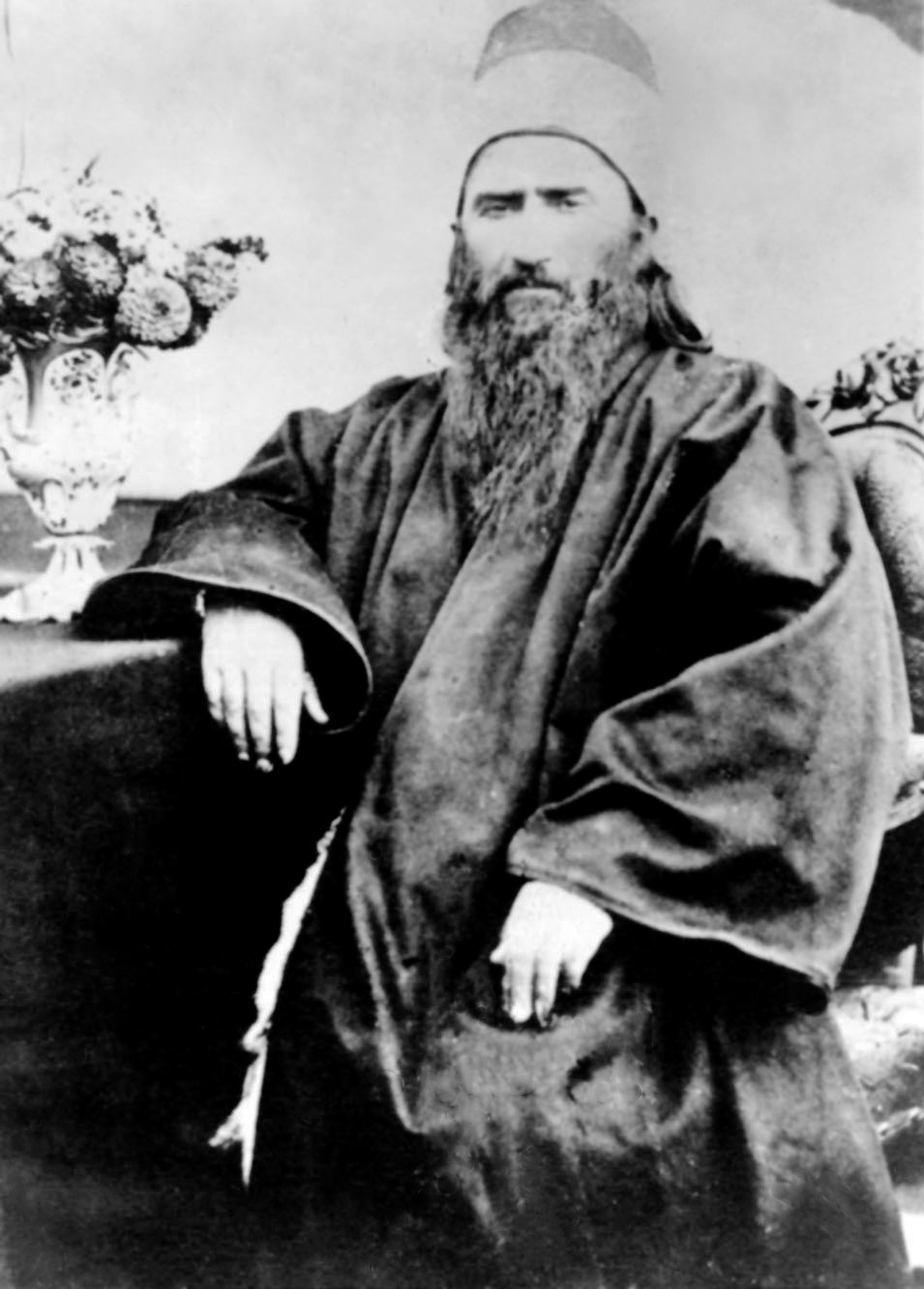
Bahá'u'lláh in 1868. Genomen in Adrianopel

Er bestaan twee foto's van Bahá'u'lláh. Deze foto werd genomen terwijl hij in Adrianopel was. Exemplaren van beide afbeeldingen worden bewaard in het Bahá'í-wereldcentrum en één wordt getoond in het Internationaal Archiefgebouw, waar bahá'ís het als deel van een georganiseerde pelgrimsreis bekijken. Buiten deze ervaring geven bahá'ís er de voorkeur aan deze foto niet in het openbaar te bekijken of te tonen in huis en de Bahá'í-instellingen hebben de pers verzocht om de foto in media niet te publiceren.
De foto van Bahá'u'lláh is niet aanstootgevend voor bahá'ís. Echter, bahá'ís worden geacht de afbeelding van iedere Manifestatie van God met uiterste achting te behandelen.
Het officiële bahá'í-standpunt over het tonen van de foto van Bahá'u'lláh is: "Er is geen bezwaar dat gelovigen de foto van Bahá'u'lláh bekijken, maar zij zouden dit met het uiterste respect moeten doen en zouden ook niet moeten toestaan dat het openlijk getoond wordt, zelfs in hun eigen huizen." (Uit een brief namens Shoghi Effendi aan een individuele gelovige, 6 december 1939) (Compilations, Lights of Guidance, p. 540)
Betreffende het publiceren van de foto op andere websites heeft het Bahá'í-wereldcentrum geschreven: "Voor bahá'ís is de foto van Bahá'u'lláh zeer kostbaar en hij zou niet alleen met gepaste achting en eerbied moeten worden bekeken maar ook zo worden behandeld, wat hier niet het geval is. Aldus is het inderdaad storend voor bahá'ís dat de foto van Bahá'u'lláh op een dergelijke oneerbiedige manier wordt behandeld. Nochtans, aangezien de maker van de Site geen bahá'í is, kan er weinig tot niets worden gedaan aan deze kwestie." (Office for Public Information, 4 september 1999, Photo of Bahá'u'lláh on Web Site)

## Voetnoten
1. ↑  Zie Amin Banani: A Baha'i Glossary and Pronunciation Guide en Darius Shahrokh: Windows to the Past Series - A Guide to Pronounciation part 1 and 2 voor meer uitspraak-instructies
2. ↑  Een aantal relieken is online te vinden op: The Life of Bahá'u'lláh: Holy Relics. Gearchiveerd op 20 mei 2023.